# Macaco (músico)
Daniel Carbonell Heras (Barcelona, 6 de agosto de 1972), conocido artísticamente como Macaco, es un cantante y exactor de doblaje español. Su música es una mezcla de rumba, reggae y funk con acentos electro de música hispanoamericana y de rumba. En sus orígenes como músico callejero reclutó a artistas tanto españoles como de otros países como Brasil, Camerún o Venezuela y arrancó su propio proyecto multicultural bautizándolo con su apodo: Macaco. Canta en  español, portugués, francés, inglés, catalán e italiano. Es autor de bandas sonoras de películas como Mortadelo y Filemón contra Jimmy el Cachondo, No matarás y Toc, Toc.

## Historia

### Inicios
Dani «Macaco» inició su carrera siendo actor de doblaje, doblando a Sean Astin en la película Los Goonies en el papel de Michael "Mikey" Walsh y a Jason Presson en Explorers en el papel de Darren Woods, ambos filmes de 1985. Su carrera como músico comenzó tocando en la plaza de Cataluña y Las Ramblas de Barcelona. Su madre es la también cantante Teresa María, que lo llamaba cariñosamente Mico de pequeño. Luego se le empezó a conocer como Mono Loco y finalmente como Macaco. Decidió poner en marcha un proyecto musical basado en el cosmopolitismo, el diálogo, por la comunión de palabras y sonidos. Para él, crecido en una Barcelona multicultural lo natural fue la mezcla. Su primer disco titulado El Mono en el Ojo del Tigre (Edel, 1999) fue editado en España, Francia, Italia, Bélgica, Suiza, Suecia, Países Bajos, Austria y Argentina. David Byrne remezclara Delaveraveraboom e invitó a Macaco a producir y mezclar a Los de Abajo o King Changó.  
Con Ojos de Brujo, Chico Ocaña, (Mártires del Compás) el italiano Roy Paci, (Mau Mau, Radio Bemba) el brasileño Lenine o los senegaleses Touré Kunda como invitados de excepción, lanzó su ábum Rumbo Submarino (Edel, 2001) que obtuvo excelentes críticas y se presentó en los principales festivales europeos, el Womad al Festival Grec, el Popkomm,  La Mar de Músicas, el Couleur Café o el Etnosur. 

### Popularidad
Tras más de setenta conciertos en 2002, ese mismo año Macaco El Mono Loco trabajó con Ojos de Brujo en Bari, con Carlos Jean en Back To The Earth y con Amparanoia en Enchilao. Y participó en las bandas sonoras de Amnesia  de Gabriele Salvatores, Darkness, de Jaume Balagueró  y "A más" (2002), de Xavi Rivera, donde interpreta un pequeño papel junto a la actriz Najwa Nimri.
Macaco funda su propia editorial (El Murmullo) y su propio sello discográfico, Mundo Zurdo, para grabar un disco, Entre raíces y antenas (2004), su primer álbum con EMI, cuyo primer sencillo fue Giratutto.
En 2006 publica el disco Ingravitto con colaboraciones de Lamari de Chambao, Nação Zumbi, Bnegao, Muchachito Bombo Infierno o Caparezza entre otros; con los  sencillos Sideral, Con La mano levanta y Mama Tierra.
Su popularidad se dispara con Puerto presente (2009), número 1 en ventas y disco de platino en España, con el que gana entre otros premios, el Premio Ondas al mejor álbum, premio de la Música, de Los 40 Principales y de la revista Rolling Stone Su primer sencillo, Moving, batió todos los récords en España y fue nominado en los Grammy Latinos y en los MTV Europe Music Awards. El tema se usó como sintonía oficial de los actos del Día de la Tierra, que organizó National Geographic el 22 de abril de ese año.
En el videoclip de dicho tema participaron Juan Luis Guerra, Juanes, Javier Bardem y Javier Cámara. También fue incluida dicha canción como banda sonora en la edición del juego FIFA 09. Otras dos canciones suyas fueron incluidas en sucesivas ediciones de este videojuego: Hacen falta dos en FIFA 10 y Una sola voz (de su álbum, 2012) en FIFA 12.
En 2012, publica el libro Amor a lo diminuto (Random House), una selección de aforismos, rimas, pensamientos, cuentos, poemas e instantáneas tomadas a lo largo de sus viajes. También lanza El Murmullo Del Fuego, un álbum luminoso de fuertes raíces etno-musicales cuya introducción corre a cargo del escritor José Saramago, con el reggae y sus descendientes como principal inspiración.
A Macaco se le conoce no solo por su música, sino también por sus proyectos alternativos y su implicación en causas sociales y de conservación medioambiental. Entre otros proyectos, en 2012 cedió su canción Seguiremos para realizar un vídeo de concienciación en la lucha contra el cáncer infantil para el Hospital San Juan de Dios de Barcelona.
Hizo gira por varios países de Europa, en los festivales Rock In Rio en Madrid y Río de Janeiro ante 80.000 personas y llenó en sus conciertos en Argentina.
Macaco, por encargo del director de cine Javier Fesser, produjo e interpretó el tema central de Mortadelo y Filemón contra Jimmy el Cachondo, película de animación centrada en los famosos personajes creados por Ibañez. Se trata de una versión a ritmo de dancehall jamaicano de Me olvidé de vivir, canción popularizada por Julio Iglesias. El film se estrenó a finales de 2014. 
En 2017 puso la banda sonora a otra película, la comedia Toc, toc, adaptación de la exitosa obra teatral de Laurent Baffie, con Paco León. La canción también se llama igual que el largometraje dirigido por Vicente Villanueva, Toc, Toc. En 2022 también firmó la música de No matarás, dirigida por David Victori, con Mario Casas. 
Tras la desintegración de su antiguo sello EMI, firmó por Sony Music, con la que lanzó en 2015  Hijos de un mismo Dios, tema que entra en la lsta Top Latin Songs - Pop México de Monitor Laatino , y que sería la carta de presentación de su álbum Historias Tattooadas, y que En junio de 2015 lanza junto con Sony Music el documental Soy semilla marina como parte de la promoción de ese álbum.
Macaco lanzó en el álbum Civilizado como los animales (2019), con productores de diferentes países y colaboraciones de Jorge Drexler y Serrat, Silvia Pérez Cruz, Nach y Miss Bolivia. 
En 2023 publica Vuélame el corazón. en el que colaboran, entre otros, Estopa, Leiva, Ana Mena, Álvaro Soler y Ky-Mani Marley, Tanxugueiras, Ximena Sariñana, Valeria Castro, Rita Payés y Travis Birds. 

## Polémicas
La canción Moving fue objeto de polémica cuando el Partido Popular lo usó en su vídeo para la campaña electoral para las Elecciones al Parlamento Europeo de 2009. Por este hecho Macaco, a través de su compañía, EMI, hizo público un comunicado en el que explicó que denegaba dicho uso, posteriormente demandó a la formación política y obtuvo la razón de la justicia.

## Vida personal
Entre 2007 y 2016, fue pareja de la actriz y presentadora de televisión española Kira Miró.
Su madre es la cantante y actriz de doblaje Teresa María, que ha participado en películas emblemáticas como "Mary Poppins", "My Fair Lady", entre otros. Macaco ha compartido públicamente la lucha de su madre contra el Alzheimer. Teresa María, inspiró a su hijo a crear la canción La memoria del corazón en 2024. Durante una visita, al tararear una canción que ella había doblado, lograron conectar emocionalmente gracias a la música. Este tema, que incorpora la voz de su madre, busca concienciar sobre el Alzheimer y dona sus beneficios a la Fundación Alzheimer España. Macaco destaca la música como un puente para evocar recuerdos en personas con esta enfermedad.

## Discografía
- Mono loco (Edel, 1998)

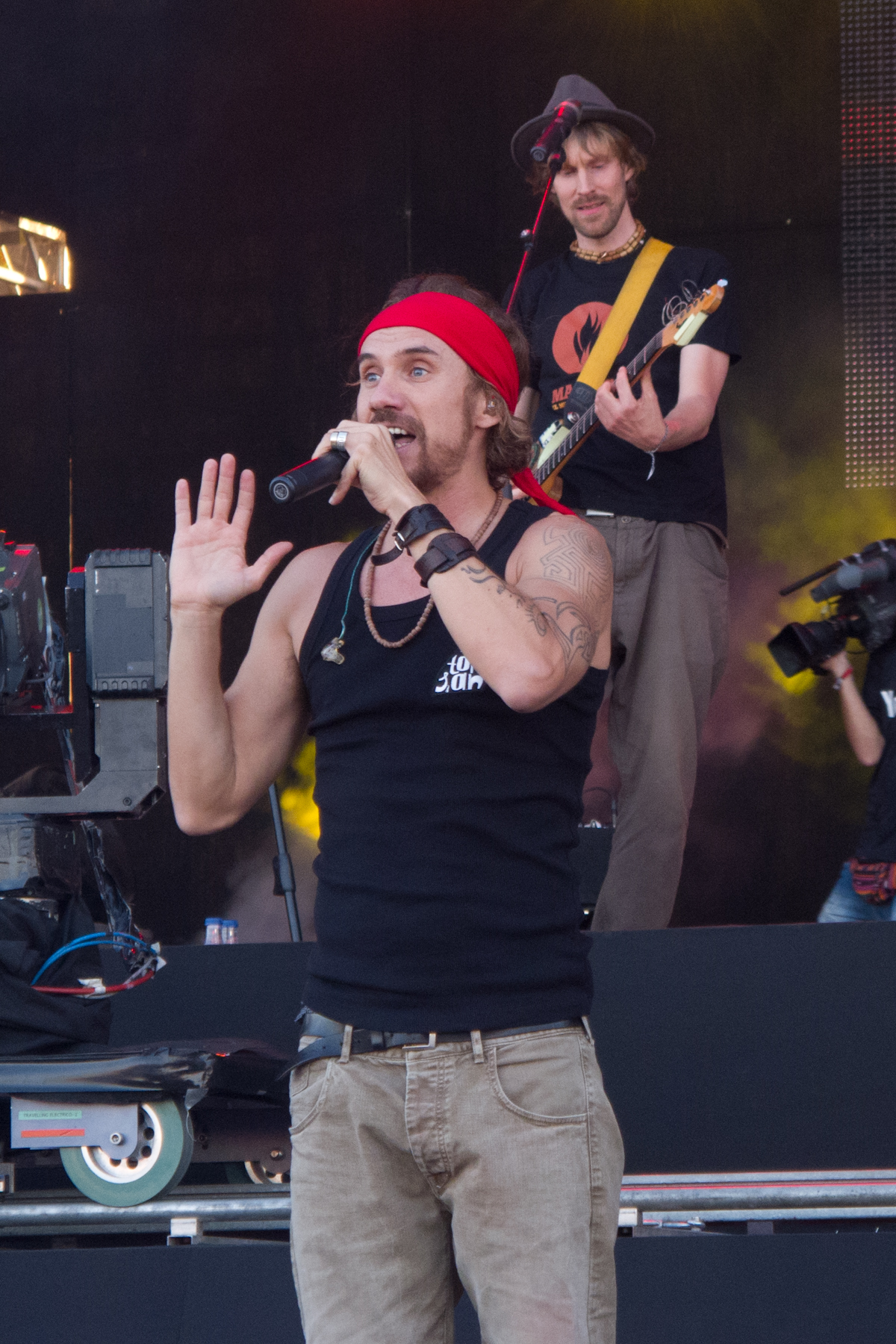
Macaco en Rock in Rio en Madrid.

- El mono en el ojo del tigre (Edel, 1998)
- Rumbo submarino (Edel, 2002)
- Entre raíces y antenas (Mundo Zurdo - EMI, 2004)
- Ingravitto (Mundo Zurdo - EMI, 2006)
- Puerto presente (Mundo Zurdo - EMI, 2009)
  - Puerto presente - edición especial (Mundo Zurdo - EMI, 2009)
- El vecindario (Mundo Zurdo - EMI, 2010)
  - El vecindario - edición especial (Mundo Zurdo - EMI, 2010)
- El Murmullo Del Fuego (Mundo Zurdo - EMI, 2012)
- Historias Tattooadas (Mundo Zurdo / Sony Music,  2015)
- Civilizado como los animales (Mundo Zurdo / Sony Music Entertainment España, S.L.,  2019)
- Vuélame el corazón (Sony Music, 2023)
- Futuro Ancestral (Mundo Zurdo, 2025)

## Filmografía

### Cine

#### Como actor de doblaje
| Año  | Título                    | Papel                 | Actor original | Notas     |
| ---- | ------------------------- | --------------------- | -------------- | --------- |
| 1985 | Los Goonies               | Michael "Mikey" Walsh | Sean Astin     |           |
| 1985 | Explorers                 | Darren Woods          | Jason Presson  |           |
| 2010 | The Princess and the Frog | Ray                   | Jim Cummings   | Canciones |

## Premios
- Premio Ondas 2009 al mejor álbum Puerto Presente.[5]
- Premio de la Música 2011.[22]
- Premio 40 Principales.
- Premio Rolling Stone al mejor disco.
- Nominado a los Grammy Latinos 2009.[23]
- Nominado en los MTV Europe Music Awards 2009.[24]
- Premio Escarabajo Verde 2024, de TVE,  en la categoría de la Personalidad artística destacada en su labor en favor del medioambiente.[25]